# Triplonychoides
Triplonychoides là một chi bọ cánh cứng trong họ 
Elateridae.
Chi này được miêu tả khoa học năm 1906 bởi Schwarz.

## Các loài
Các loài trong chi này gồm:
- Triplonychoides parvula (Champion, 1895)
- Triplonychoides trivittata (Champion, 1895)